# Kusunose Kita
Kusunose Kita (楠瀬 喜多, 1836-1920) est l'une des premières militantes japonaises pour les droits civiques des femmes. Ses actions ont permis de mettre en place le suffrage des femmes dans certaines parties de sa ville natale de Kōchi, où elle est encore connue sous le nom de « minken baasan » (« mamie des droits du peuple »).

## Biographie
Kusunose Kita naît en 1836 à Hirooka (dans la ville actuelle de Kōchi). À l’âge de 21 ans, elle épouse Kusunose Minoru (楠瀬実), un samouraï et instructeur de kendō vivant dans la ville fortifiée de Kōchi (l'actuelle région de Tōjin-chō), mais devient veuve en 1874. N'ayant pas d'enfant, elle est la seule héritière de la propriété de son mari et prend le rôle de chef de la famille (主koshu).
Malgré son statut, et même si elle paye suffisamment d'impôts, elle ne peut pas voter aux élections de 1878, qui se tiennent pour la élire la nouvelle assemblée locale de Kōchi, seuls les hommes sont autoriser à le faire. Elle soumet donc une requête aux autorités préfectorales, dans laquelle elle déclare qu'elle refuse de payer les impôts tant que le droit de vote lui ai refusé.
La réglementation des assemblées préfectorales (府 県 会fukenkai) de l'époque prévoit que le suffrage soit accordé à tous les hommes de plus de 20 ans qui résident de manière permanente dans le district et payent plus de cinq yens de taxe foncière par an. Néanmoins, la loi sur la constitution des municipalités de juillet 1878 ne prévoyait aucun critère national pour le suffrage des femmes (ou leur exclusion) en ce qui concerne les assemblées des villes et des villages.
Protestant le fait qu'elle ne soit pas autorisée à voter parce qu'elle est une femme, Kusunose Kita refuse de payer les impôts, mais sa demande auprès des autorités est rejetée. Elle décide alors de présenter sa pétition au niveau national, en l’adressant au ministère de l’intérieur.
Le 26 janvier 1879, le Osaka Daily rapporte l'affaire. Bien que, finalement, elle ait été exclue de ces élections, la loi sur les assemblées de ville et de village qui entre en vigueur en septembre 1880, autorise les assemblées locales à établir leur propre règlement concernant les votants. Sans hésiter, les autorités locales du district de Kami-machi (dans l'actuelle ville de Kochi) adoptent une réglementation autorisant les femmes à participer. Peu après, le village voisin de Kodakasa (également dans l'actuelle ville de Kochi) en fait de même. C’est ainsi que, pour la première fois dans le Japon moderne, les femmes ont pu participer activement aux élections.
Cependant, le gouvernement national révise la loi en 1884, les villes et les villages sont privés du droit de promulguer leur propre règlement électoral et le droit de vote est à nouveau limité aux hommes. Bien que de courte durée et ne visant pas toutes les femmes mais seulement les femmes propriétaires, les pétitions de Kusunose Kita et leurs résultats sont considérés comme une contribution remarquable au Mouvement pour la liberté et les droits du peuple. Kusunose Kita continue à se battre pour les droits des femmes, remportant le titre attachant de "minken baasan" (民権ばあさん "mamie des droits du peuple") qui perdure encore aujourd'hui à Kōchi.
Elle meurt en 1920, à l'âge de 84 ans, à l'apogée de la démocratie Taishō. Sa tombe se trouve au cimetière sur le mont Hitsuzan dans la ville de Kochi.

## Sources
Texte de la pétition
Osaka Daily (大 坂 日報, Ōsaka Nippō)

L'article de journal publié dans le Osaka Daily du 26 janvier 1879, qui la fait connaitre au niveau national, contient l'intégralité du texte de la pétition de Kusunose Kita, suivi de la réfutation des autorités préfectorales. Voici la partie introductive de l'article : 

« La valeur des gens réside dans leur intelligence, pas leur barbe. La Risshisha (société d'entraide), société politique fondée à Tosa en 1874, tient des discours chaque samedi. Les orateurs parlent principalement des droits et de la liberté populaires. La plupart des spectateurs sont des hommes, mais parmi eux se trouve une femme intelligente et énergique appelée Kusunose Kita.
Aussi froid et chaud soit-il, elle ne manque jamais d'assister aux rassemblements et prend les devants, encourageant les participants, comme si elle était une déesse parmi les dieux. Kusunose Kita est la cheffe de famille de Tōjin-chō, qui a longtemps défendu l'égalité des droits sans distinction de sexe. Cependant, alors qu'elle était sur le point de voter lors d'une élection de l'assemblée de paroisse l'année dernière, le chef de la paroisse lui a dit que les femmes n'avaient pas le droit de voter et ne pouvaient pas se porter garantes des documents légaux, même si elles étaient le chef de famille.
Kusunose a protesté contre les instructions, affirmant que « sans égalité de droits, il ne devrait y avoir aucune obligation de payer des impôts pour les femmes ».
Elle a finalement déposé une pétition auprès de la préfecture, demandant de nouvelles instructions pour clarifier l'égalité des droits. »

## Hommage
Le 18 octobre 2019, Google célèbre son 183e anniversaire de naissance avec un Google Doodle.